# 국립영천호국원
국립영천호국원(國立永川護國園, Yeongcheon National Cemetery)은 국가와 민족을 위하여 신명을 바치신 호국영령의 충의와 위훈을 기리고 호국정신 고취를 위한 추모와 안보 의식 교육의 장으로 활용하여 국민들과 후세들에게 호국 정신의 귀감으로 승화시키기 위하여 조성되었다.

## 연혁
- 2001. 01. 01. 대한민국재향군인회 영천호국원 개원
- 2006. 01. 30. 국립묘지 승격
- 2007. 01. 01. 국가보훈처 직제 편입(국가보훈처 직제령)
- 2008 .09. 13. 봉안묘 만장 / 충령당(1관) 개관
- 2012. 02. 24. 충령당(2관) 개관

## 조직

### 호국원장

#### 관리과
- 총무팀
- 시설팀

#### 현충과
- 현충팀
- 전례팀

## 같이 보기
- 국립이천호국원
- 국립임실호국원
- 박현식